# Johannes Larsson (allmogemålare)
Johannes Larsson, född 1779, död 1849, var en svensk bonads- och möbelmålare.
Larsson var verksam som allmogemålare i Knäreds socken i Hallands län. Han har i sitt måleri påverkats till en viss del av Per Schönhult som var Knäredsskolans grundare men han hämtade även influenser från Nils Lindberg vilket gör att det kan vara svårt att placera osignerade målningar till rätt målare. För Knäreds kyrka utförde han en del mindre dekorationsmålningar 1815.